# Colombia ai Giochi della XXI Olimpiade
La Colombia partecipò ai Giochi della XXI Olimpiade che si sono svolti a Montréal dal 17 luglio al 1º agosto 1976, con una delegazione di 35 atleti impegnati in 7 discipline. Fu la nona partecipazione di questo paese ai Giochi estivi. Non fu conquistata nessuna medaglia.